# Robert Kaltenbrunner
Robert Kaltenbrunner (* 1960 in Vilseck, Oberpfalz; † 21. Februar 2025 in Berlin) war ein deutscher Architekt, Stadtplaner, Politikberater und Publizist. Als Leiter der Abteilung „Wohnungs- und Bauwesen“ im Bundesinstitut für Bau-, Stadt- und Raumforschung (BBSR) war er insbesondere in der wissenschaftsbasierten Politikberatung des Bundes tätig.

## Leben und Wirken
Robert Kaltenbrunner studierte von 1980 bis 1986 Architektur und Städtebau an der Technischen Universität Berlin. 1992 wurde er dort mit einer Dissertation zu städtebaulichen Leitbildern beim Umbau Shanghais in den 1950er/60er Jahren promoviert. 
Von 1990 bis 1999 war Kaltenbrunner Projektgruppenleiter für städtebauliche Großvorhaben in der Berliner Senatsverwaltung für Bauen, Wohnen und Verkehr. Im Januar 2000 wechselte er in das Bundesamt für Bauwesen und Raumordnung und übernahm dort die Leitung der Abteilung „Bauen, Wohnen, Architektur“. Zuletzt war Kaltenbrunner stellvertretender Leiter des Bundesinstituts für Bau-, Stadt- und Raumforschung (BBSR).
In seiner über zwei Jahrzehnte währenden Tätigkeit im BBR/BBSR war er an der Entwicklung von Empfehlungen zur Bau- und Stadtentwicklungspolitik des Bundes beteiligt. Er engagierte sich in Fachgremien wie dem Wissenschaftlichen Kuratorium von Forum Stadt (Esslingen) und dem Scientific Panel der Open-Access-Zeitschrift CSE – City Safety Energy (Neapel). Zudem war er Mitherausgeber der Fachzeitschrift Informationen zur Raumentwicklung.

## Publizistische Tätigkeit
Kaltenbrunner veröffentlichte regelmäßig in überregionalen Tageszeitungen wie der Frankfurter Allgemeinen Zeitung, dem Tagesspiegel und der Neuen Zürcher Zeitung. Seine Beiträge behandelten Themen wie städtische Nachhaltigkeit, Gentrifizierung, Baukultur, Suffizienz, Integration und regionale Entwicklung.
Eine zentrale Veröffentlichung ist die gemeinsam mit Peter Jakubowski verfasste Monographie Die Stadt der Zukunft – wie wir leben wollen (Aufbau Verlag, 2018).

## Wirkung und Rezeption
Der Tagesspiegel beschrieb Kaltenbrunner postum als engagierten Kommentator in Fragen von Stadt, Raum und Gesellschaft, der die Bedeutung urbaner und regionaler Entwicklungsprozesse früh erkannte und für eine sozial wie ökologisch verantwortliche Stadtentwicklung eintrat.
Fachkollegen würdigten ihn als reflektierten Autor, der durch seinen analytischen Stil interdisziplinäre Diskurse zwischen Architektur, Stadtsoziologie und Planungspraxis belebte.

## Schriften
- Kaltenbrunner, Robert; Jakubowski, Peter: Die Stadt der Zukunft – wie wir leben wollen. Aufbau Verlag, Berlin 2018, ISBN 978-3-8412-1604-5.
- Kaltenbrunner, Robert (Hg.): Klima- und ressourcenschonende Bauwende. transcript Verlag, Bielefeld 2024, ISBN 978-3-8376-5723-4.
- Kaltenbrunner, Robert (Hg.): Deutschland mit 89 Millionen Menschen?. transcript Verlag, Bielefeld 2024, ISBN 978-3-8376-7710-2
- Zahlreiche Beiträge u. a. in: Informationen zur Raumentwicklung, Forum Stadt, Die Architekt, Neue Gesellschaft/Frankfurter Hefte